# 英德日赫·毛德尔
英德日赫·毛德尔（捷克語：Jindřich Maudr，1906年1月10日—1990年5月1日），捷克男子摔跤运动员。他曾代表捷克斯洛伐克参加1928年和1932年夏季奥林匹克运动会摔跤比赛，其中1928年奥运会获得一枚银牌。